# سبزقباسانان
سَبزقَباسانان یا ستبرنوک‌سانان (نام علمی: Coraciiformes) نام یکی از راسته‌های پرندگان است شامل پرندگانی همچون سبزقبا‌ها، زنبورخواران و ماهی‌خورک‌ها.